# Albert & Elsie-Dee
Albert & Elsie-Dee (no Brasil, optou-se por grafar como Elsie Dee o nome da segunda - sem o hífen) são personagens secundários da revista em quadrinhos Wolverine, da Marvel Comics. Trata-se uma dupla de andróides criada pelo ciborgue Donald Pierce para matar Wolverine. Elsie-Dee parece uma garotinha; já Albert tem a mesma aparência de Wolverine, contando inclusive com garras.

## Biografia

### Origem
Usando peças da Loja de Corpos da Espiral, ajudante de Mojo, Donald Pierce construiu a dupla com o fito de destruir Wolverine. Primeira aparição se deu em Wolverine Vol. 2, edição 37 (no Brasil, em Wolverine 31, da Editora Abril).
Albert possuia uma mente primitiva e animalesca no início. Ele só ganhou esse nome quando Elsie ampliou sua inteligência para um nível superior até mesmo ao dela. Ele dispõem de sensores de feromônios, capazes de encontar animais, humanos e mutantes a longas distâncias.
Elsie-Dee parece uma menina de 05 anos, loira, com um problema de fala semelhante ao de Cebolinha. Embora tenha persoalidade equivalente à de sua idade aparente, conta com intelecto de gênio (que recebeu por engano do integrante dos Carniceiros Esmaga-Ossos. Usa sempre um vestidinho rosa de tafetá. Tinha uma possante bomba embutida em seu corpo.O nome dela é uma corruptela da sigla que a denominava, LCD.
Albert deveria atrair Wolverine, instigando-o a investigá-lo devido à sua semelhança física. Tendo feito isso, Elsie-Dee deveria assumir, aproximando-se de Logan para então detonar. Mas, devido ao nível de inteligência dos dois e à atitude amistosa de Wolverine, a dupla se rebelou. O programa que  detonaria a bomba no corpo de Elsie-Dee foi pausado.

### Reconstrução
Albert construiu um novo corpo para Elsie. Agora desprovido de explosivos, ele é movido por um "reator de matéria estranha", tal como o Bombardeiro Stealth usado por ambos. O bombardeiro ficou duas vezes mais furtivo.

### Caçador das Trevas junta-se a eles
Caçador das Trevas é uma criatura albina com traços lupinos e humanóides, muito parecida com um lobisomem, com cerca de 2m de altura. Wolverine já o encontrou três vezes antes dele se unir aos andróides.
A primeira foi num período posterior ao revestimento do esqueleto por adamantium, quando Longan, vagando irracionalmente pelas florestas do Canadá, o libertou de uma armadilha de ursos. Na segunda, Wolverine estava acampando no Parque Nacional Floresta de Buffalo, quando se envolveu num caso de sequestro. As duas foram mostradas na história Caçador das Trevas, roteirizada por Larry Hama, desenhada por Marc Silvestri e arte-finalizada por Dan Green originalmente publicada em Wolverine #34 (no Brasil, em Wolverine #28, Editora Abril).
Elsie-Dee o chama de Peludo ou Au-au.

### Viagem no Tempo para o Velho Oeste
Na história Garras Índias, publicada em Wolverine #86 (no Brasil, em Wolverine 61, da Editora Abril), Elsie-Dee conta ao Sanguinário sobre a viagem que ela, Albert e o Caçador das Trevas fizeram, para investigar um esqueleto de quase 300 anos que poderia pertencer a Wolverine, encontrado num cemitério indígena.
Espiral (Marvel Comics) enviou o trio em troca de um míssil Cruise alterado, que foi utilizado por ela, Wolverine, Jubileu e Mística para deter Mojo, na saga A Cidadela No Fim Do Tempo.
Os três encontraram lá versões futuras de Wolverine e Forge, de 10 anos a frente do tempo deles, que estavam ajudando índios siksikas a combater o vilão Adversário. Essas versões futuristas perseguiram o demônio, que viajara até aquele período (camado na história de nódulo temporal) e fizera do xamã siksika Lobo Matador de Homens seu servo.
História roteirizada por Larry Hama, desenhada por Ron Gardney e arte-finalizada por Al Vey e Bud LaRosa.